# Воєнна розвідка України (монета)
«Воє́нна ро́звідка Украї́ни» — пам'ятна монета номіналом 5 гривень, випущена Національним банком України, присвячена воєнній розвідці України — високотехнологічній та високоінтелектуальній складовій сил безпеки і оборони України, яка надійно стоїть на захисті національних інтересів України.
Монету введено в обіг 05 вересня 2023 року. Вона належить до серії «Інші монети». Її презентували Голова Національного банку України Андрій Пишний та начальник Головного управління розвідки Міністерства оборони України генерал-майор Кирило Буданов (відео до випуску монети).

## Опис та характеристики монети
| Номінал грн. | Метал      | Маса, грам | Діаметр, мм. | Якість виготовлення       | Гурт     | Тираж, штук |
| ------------ | ---------- | ---------- | ------------ | ------------------------- | -------- | ----------- |
| 5            | нейзильбер | 16.54      | 35,0         | спеціальний анциркулейтед | рифлений | 75 000      |

### Аверс
На аверсі монети розміщено: у центрі на матовому тлі — емблема Головного управління розвідки Міністерства оборони України, зліва від неї — малий державний Герб України, справа номінал — 5 та графічний символ гривні, під емблемою рік карбування монети «2023» та логотип Банкнотно-монетного двору Національного банку України. По колу навколо емблеми розташовано написи: «УКРАЇНА» (півколом угорі), «ГОЛОВНЕ УПРАВЛІННЯ РОЗВІДКИ» (унизу).

### Реверс
На реверсі монети в центрі розташовано стилізовану композицію: на тлі поверхні земної кулі зображена сова, яка тримає меч (на його ефесі зображено малий Державний Герб України), що пронизує абриси території Росії. По колу розташовані написи: «ВОЄННА РОЗВІДКА УКРАЇНИ» та гасло воєнних розвідників латиницею «SAPIENS DOMINABITUR ASTRIS» («Мудрий пануватиме над зірками»).

## Автори
- Художник: Балута Тетяна;
- Скульптор: Дем'яненко Володимир.[5]

## Вартість монети
Фактична приблизна вартість монети з роками змінювалася так:
| Рік        | 2024 | 2025 | 2026 |
| ---------- | ---- | ---- | ---- |
| Ціна, грн. | 670  | 590  |      |